# Clã Contini
O Clã Contini é um clã napolitano da Camorra, operante na cidade de Nápoles, mais especificamente na área da Estação Central de Nápoles. A base de energia tradicional do clã é o distrito de Arenaccia. Também opera nos subúrbios Poggioreale, Vasto, Mercato e San Carlo all'Arena de Nápoles.

## História
A organização foi criada pelo chefe da Camorra, Edoardo Contini, e baseia-se em suas habilidades empresariais, bem como na escolha de armas apenas em casos extremos. A falta de divisões internas e pentitos (colaboradores da justiça) tornaram sua participação quase invulnerável em comparação com os outros clãs napolitanos. A organização é única no fato de que ninguém jamais traiu Eduardo Contini e nenhum de seus subjacentes jamais tentou alcançar o primeiro lugar da organização, criando assim uma fenda na organização. 
Antes de sua prisão, Edoardo Contini apareceu na lista dos trinta fugitivos mais perigosos da Itália.